# Спи со мной (фильм, 2009)
«Спи со мной» (англ. Sleep with Me) — мелодрама 2009 года режиссёра Марка Джобста. Телефильм впервые был продемонстрирован корпорацией ITV 31 декабря 2009 года.

## Сюжет
Ричард и Лиля — счастливая пара. На одной из встреч с друзьями они знакомятся с Сильвией, молодой француженкой. Знакомство не заканчивается этой встречей. Сильвия постепенно вторгается в мир как Ричарда, так и Лили. Оба в тайне друг от друга заводят с ней отношения, которые шаг за шагом становятся всё напряжённее. В это же время Лиля узнаёт, что у неё будет ребёнок. Но её мучают воспоминания из детства, когда она четырнадцатилетней девочкой жила во Франции и пережила первый сексуальный опыт. Сильвия будто явилась к ней из прошлого. Когда Ричард хочет порвать с Сильвией, оказывается, что уже слишком поздно, и Лиля может быть потеряна для него навсегда.

## В ролях
- Эдриан Лестер - Ричард
- Джоди Мэй - Лиля
- Анамария Маринка - Сильви
- Адам Джеймс - МакДара
- Жюстин Митчелл - Кэтрин
- Кевин Дойл - Стронсон